# Vestager
Vestager er et dansk efternavn.
Kendte personer med dette efternavn omfatter:
- Hans Vestager (født 1945), dansk sognepræst og politiker
- Margrethe Vestager (født 1968), konkurrencekommissær i EU